# Confession à un cadavre
Pour plus de détails, voir Fiche technique et Distribution.
Confession à un cadavre (The Nanny) est un film britannique réalisé par Seth Holt, sorti en 1965.
Le film suit Joey Fane qui a dix ans lorsqu'il rentre chez lui après être resté dans un établissement scolaire spécialisé à la suite de la mort tragique de sa jeune sœur. Il crée beaucoup d'agitation, refuse de manger quoi que soit et refuse que sa nourrice s'approche de lui, l'accusant de vouloir le tuer. Tout le monde suppose que son comportement est dû à la grande agitation subie par la perte de sa sœur mais il apparaît que le petit garçon n'a pas tout à fait tort d'avoir certains doutes.

## Synopsis
Joey passe deux ans dans une école pour enfants souffrant de troubles émotionnels après avoir été accusé d'avoir noyé sa jeune sœur Susy. Le directeur de l'école informe Bill, le père de Joey, que son fils nourrit une aversion intense pour les femmes d'âge mûr, s'étendant notamment à la nounou de la famille, dont Joey se méfie et à laquelle il manque de respect. Lorsqu'il rentre chez lui, il refuse de manger les repas que prépare sa nounou, car il la soupçonne de vouloir l'empoisonner et abandonne la chambre que Nanny a décorée pour lui, s'installant dans une chambre dont la porte est munie d'un solide verrou. Le comportement grossier de Joey perturbe sa mère névrosée, Virginia, qui est sujette à la mélancolie et aux crises de larmes, toujours en deuil de Susy. Nanny réconforte Virginia comme elle l'a fait lorsqu'elle s'est occupée d'elle et de sa sœur Pen lorsqu'elles étaient enfants. Un flash-back nous montre Nanny quittant la maison pour un rendez-vous et alors que Joey s'amuse tout seul avec le modèle réduit d'un chemin de fer de son père, Susy menace de dire à leurs parents que Joey est désobéissant parce qu'il n'est pas censé jouer avec. Elle souhaite aussi jouer avec lui mais il lui dit de s'en aller.
Elle va alors dans la salle de bains pour jouer et fait accidentellement tomber sa poupée dans la baignoire. Elle essaie de la récupérer en passant la main derrière le rideau de douche mais tombe dans la baignoire. Nanny entre ensuite dans la salle de bains et ouvre distraitement le robinet en passant la main à travers le rideau de douche fermé sans regarder à l'intérieur. Ne parvenant pas à appeler Susy pour son bain, Nanny la cherche. Lorsqu'elle revient dans la salle de bains, elle trouve Susy flottant dans l'eau, face contre terre. Son esprit s'emballe et elle donne ensuite le bain au corps sans vie de la petite fille. Joey est témoin de la scène sans que Nanny ne le voie mais elle finit par comprendre que Joey sait qu'elle a accidentellement causé la mort de sa sœur.
Joey persuade Bobbie Medman, la fille de 14 ans d'un médecin vivant dans l'appartement du dessus, d'assister à une farce cruelle, il place une poupée face contre terre dans la baignoire, ouvre le robinet et persuade Nanny de fermer le robinet. Elle est horrifiée lorsqu'elle voit la poupée flottante, car cela lui rappelle qu'elle a retrouvé Susy après qu'elle s'est noyée dans la baignoire. Plus tard, Joey apparaît à la fenêtre de Bobbie, tout mouillé, et prétend que Nanny a essayé de le noyer. Bill doit s'envoler pour un voyage d'affaire à Beyrouth durant quelques jours mais n'est pas content de constaté l'hostilité de son fils envers Nanny. Plus tard, refusant de manger la tarte au steak et aux rognons que Nanny a préparée pour lui, Virginia mange une part de la tarte qui a été empoisonnée. Lorsqu'elle tombe malade et est emmenée à l'hôpital, Joey est accusé de l'incident. Pen, la tante de Joey, qui a un cœur fragile à cause d'un rhumatisme articulaire aigu pendant son enfance, vient le garder.
La tante se réveille pendant la nuit et trouve Nanny debout devant la porte de Joey, tenant un oreiller. Nanny prétend qu'il s'agit d'un oreiller supplémentaire pour le confort de Joey mais Pen se souvient qu'elle ne leur permettait ni à Virginia, ni à elle-même d'avoir des oreillers lorsqu'elles étaient enfants. Suspectant Nanny d'avoir l'intention d'étouffer Joey, Pen lui demande ce qui s'est passé plus tôt lorsque Joey est sorti de la salle de bain trempé. La discussion qui suit fait accélérer son rythme cardiaque la surexcitée au point d'avoir une crise cardiaque mais Nanny lui arrache son médicament.
Alors que Pen est en train de mourir, Nanny lui confie qu'elle était une mère célibataire qui a été appelée sur le lit de mort de sa fille, Janet, décédée des suites d'un avortement illégal. Déjà ébranlée par cet épisode, elle est ensuite rentrée à la maison pour trouver le corps sans vie de Susy, ce qui l'a poussée à bout. Nanny lui affirme ensuite qu'elle ne peut pas laisser Joey vivre de peur que quelqu'un ne croie son histoire et mette en danger sa réputation de nounou, car les parents ne lui confieraient plus leurs enfants. Lorsque Nanny termine son discours, Pen est morte. Nanny essaie ensuite d'entrer dans la chambre de Joey mais son système d'alarme le réveille et il tente de s'échapper. Nanny l'attrape par la cheville, ce qui le fait tomber et le rend inconscient. Elle le porte dans la baignoire, qu'elle remplit d'eau. Bientôt, le souvenir de la découverte du corps de Susy lui revient et Nanny affolée sort Joey de la baignoire. Plusieurs jours après, le docteur Medman se rend dans la chambre d'hôpital de Virginia et lui explique que Nanny souffre d'une maladie mentale et qu'elle recevra des soins à long terme. Virginia découvre que son fils est à l'hôpital et elle lui dit qu'elle sait tout sur Nanny.
Joey n'est plus maussade lorsqu'il serre sa mère dans ses bras et se comporte comme un joyeux garçon de dix ans.

## Fiche technique
- Titre : Confession à un cadavre
- Titre original : The Nanny
- Réalisation : Seth Holt
- Scénario : Jimmy Sangster d'après un roman de Marryam Modell
- Photographie : Harry Waxman
- Montage : Tom Simpson
- Musique : Richard Rodney Bennett
- Décors : Edward Carrick
- Costumes : Rosemary Burrows et Mary Gibson
- Production : Jimmy Sangster
- Société de production : Associated British, Hammer Film Productions et Seven Arts Productions
- Pays d'origine :  Royaume-Uni
- Langue : anglais
- Genre : Thriller
- Format : Noir et blanc - 35 mm - 1,85:1 - Son : mono (RCA Sound Recording)
- Durée : 91 minutes
- Dates de sortie :
  - États-Unis : 27 octobre 1965
  - Royaume-Uni : 7 novembre 1965

## Distribution
- Bette Davis : Nanny
- Wendy Craig : Virginia 'Virgie' Fane
- Jill Bennett : Tante Pen
- James Villiers : Bill Fane
- William Dix : Joey Fane
- Pamela Franklin : Bobbie Medman
- Jack Watling : Dr. Medman
- Maurice Denham : Dr. Beamaster
- Alfred Burke : Dr. Wills
- Harry Fowler : Milkman
- Angharad Aubrey : Susy Fane
- Nora Gordon : Mme Griggs
- Sandra Power : Sarah

## Analyse
Trois ans après Qu'est-il arrivé à Baby Jane ? (What Ever Happened to Baby Jane?, 1962) de Robert Aldrich, Bette Davis retrouve un personnage sadique et cruel, à la mesure de son talent, en incarnant cette nourrice qui tourmente les enfants dont elle a la charge. Jean Tulard fait ce commentaire : « Un drame psychologique où l'horreur est distillée peu à peu grâce à un remarquable scénario de Jimmy Sangster et à une parfaite direction d'acteurs. »

## DVD (France)
Le film a fait l'objet de deux éditions sur le support DVD en France :
- Confessions à un cadavre (DVD-9 Keep Case) sorti le 29 mai 2018 édité et distribué par BQHL Editions. Le ratio écran est en 1.33:1 plein écran 4:3. L'audio est en Anglais Mono 2.0 avec présence de sous-titres français. Il s'agit d'une édition Zone 2 Pal[2].

- Confessions à un cadavre (DVD-9 Keep Case) sorti le 19 juillet 2006 édité par 20th Century Fox et distribué par Fox Pathé Europa. Le ratio écran est en 1.85:1 Panoramique 16:9. L'audio est en Anglais Dolby Digital avec présence de sous-titres français et anglais. Il s'agit d'une édition Zone 2 Pal[3]